# Lista de supostos seres extraterrestres
Esta é uma lista de supostos seres extraterrestres que têm sido relatados em encontros imediatos, alegados ou especulados como estando ligados a objetos voadores não identificados (OVNIs).
| Nome | Descrição | Comparação com humanos |
| --- | --- | ---------------------- |
| Andromedans | Pretensos "seres de energia" bípedes ligeiramente maiores que os seres humanos. |                        |
| Monstro de Flatwoods | Humanoide alto com uma cabeça em formato de pá, presente num único relato, o episódio de Flatwoods em 1952. |                        |
| Cinzentos (Greys) - Ou "Grays" (em inglês americano). - Também chamados de "Zetas" ou "Zeta Reticulians".                           | Os humanoides greys são divididos em duas classes os baixos e os altos. Os greys baixos tem de 3 a 4 pés de altura e recebem ordem dos greys altos. Os greys baixos são os mais conhecidos alienígenas e estão envolvidos na maioria dos casos de alegadas abduções . São amplamente conhecidos pelos seus olhos pretos grandes. [carece de fontes?]                                                                                              |                        |
| Anões peludos (Hairy dwarfs) | Humanoides pequenos e peludos. |                        |
| Hopkinsville goblin | Pequenos humanoides prata-esverdeados, descritos no incidente de Kelly–Hopkinsville, Kentucky, EUA. |                        |
| Homenzinhos verdes | Diminutos humanoides verdes. |                        |
| Nórdicos - Às vezes chamados de Irmãos do Espaço - Plejaren (anteriormente conhecido como Pleiadianos) - Venusianos - brancos altos | Humanoides com características nórdicas (cabelo loiro, alto, olhos azuis); podem ter 24 dentes e dedos dos pés ligeiramente ligados. |                        |
| Reptilianos | Segundo as teorias de conspiraçao popularizadas por David Icke, seriam humanoides altos, com pele verde escamosa. De acordo com Icke, os reptilianos, entre os quais inclui, por exemplo, George W. Bush ou Hilary Clinton, controlam o mundo. |                        |
| Sirianos | Alienígenas\humanoides que teriam ajudado antigas civilizações com conhecimentos de medicina, astrologia, geometria, matemática, entre outras. Teriam ajudado os Maias, os Incas, os Egípcios, entre outras civilizações. Alegadamente, são seres muito desenvolvidos, e são uma das espécies de alienígenas que lutariam pelo domínio da Terra. Os sirianos supostamente lutam diretamente com os greys e com os reptilianos.[carece de fontes?] |                        |